# Robert Carr
Robert Carr (født 11. november 1916, død 17. februar 2012) var en britisk politiker.
Han blev valgt til medlem af Underhuset for Mitcham i 1950 og sad der indtil 1974, da kredsen blev nedlagt, og han flyttede til Carshalton. I Edward Heaths regering var Carr beskæftigelsesminister og ansvarlig for Industrial Relations Act 1971, som på den ene side indførte godtgørelse for uberettiget afskedigelse og på den anden side indskrænkede strejkeretten og stort set afskaffede eksklusivaftaler på arbejdsmarkedet.
Han var indenrigsminister i 1972-1974.

## Refereanser
1. ↑  Baron Carr, former Tory cabinet minister dies, aged 95. The Daily Telegraph. 19. februar 2012.